# Laurent Boutonnat
Laurent Pierre Maria Boutonnat (* 14. června 1961, Paříž, Francie) je francouzský skladatel, filmový režisér a také režisér hudebních videoklipů.

## Profesionální kariéra
Již v sedmnácti letech natočil svůj první film s názvem Ballade de la Féconductrice a už ten představoval Boutonnatův provokativní styl.
V roce 1984 napsal společně s Jeromem Dahanem píseň "Maman a tort" a neměl pro tuto píseň zpěvačku, dokud při castingu nenarazil na mladou dívku studující herectví, Mylène Farmer. Od té doby s touto zpěvačkou Boutonnat spolupracoval s tím, že on psal hudbu a ona texty.
Boutonnat společně s Farmer začali k písním točit dlouhé, literaturou inspirované videoklipy, ke kterým patří klipy k písním Libertine nebo Pourvu qu´elles soient douces. Ty jsou zasazeny do období 18. století. Několik klipů však obsahovalo velké množství nahoty a sexuálně provokativních scén a některé tak byly odstraněny z televizního vysílání. Posledním klipem, který Boutonnat natočil, byl klip k písni Beyond My Control.
V roce 1994 natočil svůj druhý film s názvem Giorgino. Obsadil do něj právě Mylène Farmer, dále pak Jeffa Dahlgrena a nebo Josse Acklanda. Mylene Farmer následně odjela do USA psát nové texty a vytvářet novou hudbu. Po jejím návratu obnovili svou spolupráci a napsali několik písní pro zpěvačku Alizée, jejíž první album s těmito písněmi ničilo prodejní rekordy. V roce 2001 pak Boutonnat obnovil natáčení videoklipů pro Mylene Farmer, když natočil klip k písni Les Mots, kterou Farmer nazpívala se soulovým zpěvákem Sealem.
V roce 2007 pak dotočil film Zkáza zámku Herm, který byl nominován na dvě ceny Césara. Boutonnat k němu sám napsal hudbu a Mylene Farmer nazpívala úvodní píseň Dévant Soi.

## Filmografie
- 1978 – Ballade de la Féconductrice
- 1994 – Giorgino
- 2007 – Zkáza zámku Herm